# Ver lacet
Lineus longissimus
Espèce
Le ver lacet (Lineus longissimus) est une espèce de vers marins de l'embranchement des némertes, ou « vers rubans ». C'est le plus long des animaux connus, avec des spécimens qui atteignent 30 m et une longueur maximale enregistrée de plus de 50 m,.

## Description et biologie

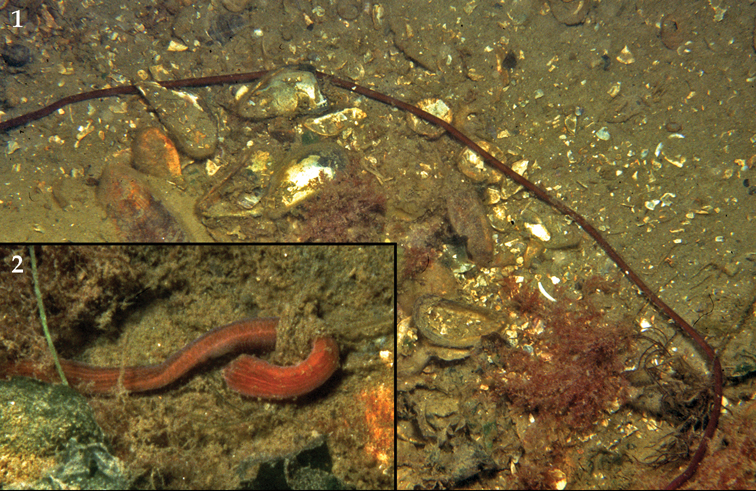
Ver lacet à Grevelingen.

Son corps semble capable de grandes extensions, comme tous les némertes, grâce à son proboscis, et il ne mesure toutefois que 5 à 10 millimètres de diamètre. Les longueurs mesurées des différents records sont sujettes à caution en raison de l'élasticité de l'animal. Il peut en effet être étiré au delà de sa longueur propre.
Son corps marron s'assombrit avec l'âge de l'individu, et possède des bandes longitudinales claires.
Il produit un mucus malodorant et extrêmement toxique. La technique de chasse du ver est fondée sur l'empoisonnement de ses proies par le mucus. Une fois le poisson ou le crabe à sa merci, il sort son tube digestif de son corps, l'enroule autour de sa proie et commence à la digérer sur place. Il ne lui reste enfin plus qu'à aspirer le liquide digéré.

## Répartition géographique
On rencontre ce ver aquatique le long des côtes de l'Europe du Nord (côte atlantique française, Manche, mer du Nord, Baltique), et il serait le plus commun des némertes des côtes britanniques[réf. nécessaire].